# نوریکو ایشی‌باشی
نوریکو ایشی‌باشی (ژاپنی: 石橋 紀子) بازیکن فوتبال اهل ژاپن و عضو تیم ملی فوتبال زنان ژاپن است که در تاریخ ۲۴ دسامبر ۱۹۸۹ میلادی اولین بازی ملی‌اش را انجام داد. او در ۳ بازی ملی حضور داشت و آخرین بازی ملی خود را در تاریخ ۳ ژوئن ۱۹۹۱ میلادی انجام داد. نوریکو ایشی‌باشی در بازی‌های ملی‌اش
۱ گل به ثمر رساند.